# 15 minutos de fama

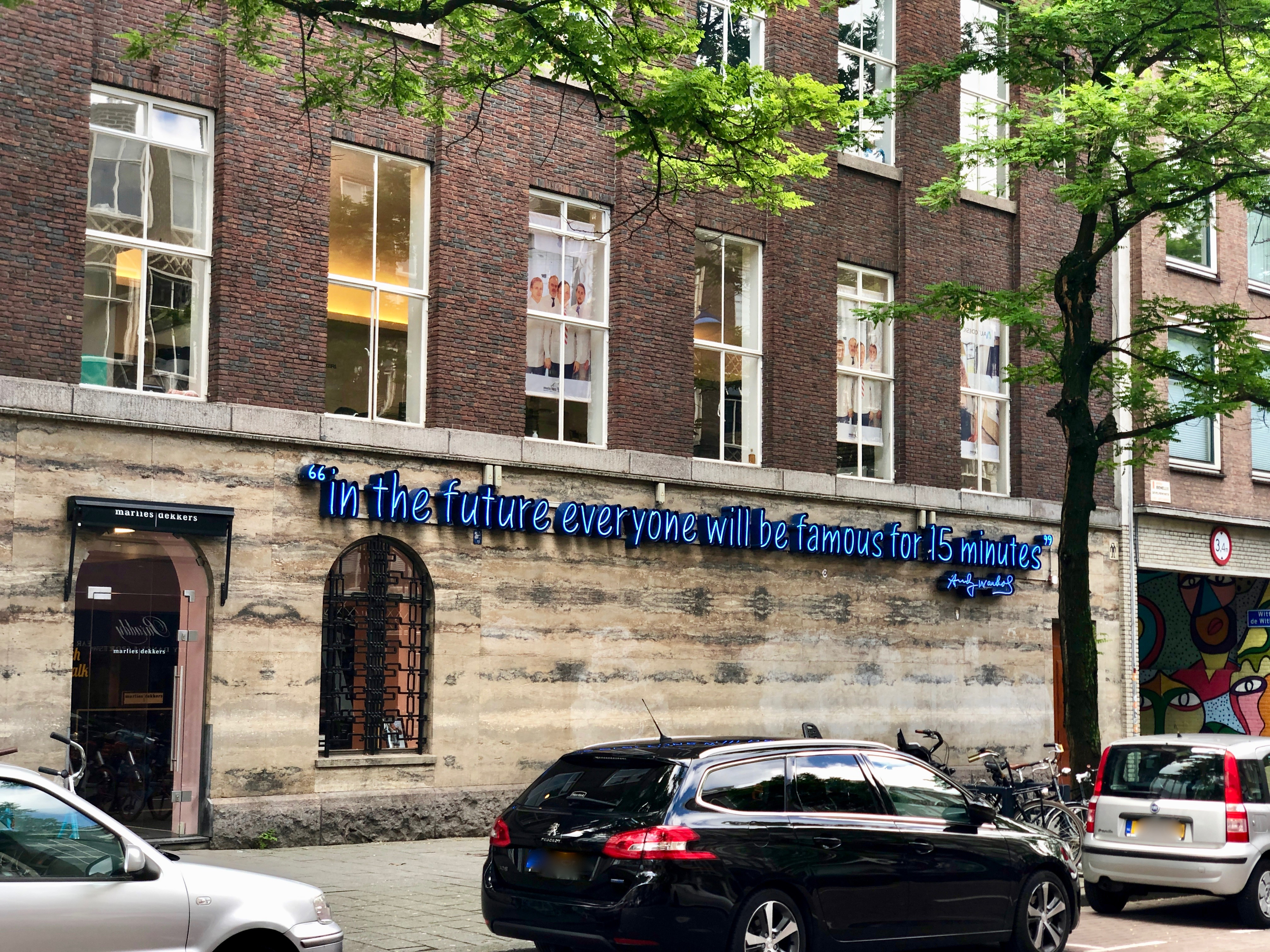
Citação de Andy Warhol sobre um prédio em Roterdam

15 minutos de fama é a visibilidade midiática de curta duração relacionada a um determinado indivíduo ou fenômeno. Tem origem na citação atribuída erroneamente a Andy Warhol : “No futuro, todos serão mundialmente famosos por 15 minutos”. Creditada a outras duas pessoas, o primeiro uso foi no programa de uma exposição de 1968 da obra de Warhol no Moderna Museet em Estocolmo, Suécia. A expressão frequentemente é usada em referência a figuras da indústria do entretenimento ou de outras áreas da cultura popular, como reality shows e YouTube .

## Origem
A alegada citação de Warhol apareceu pela primeira vez em um papel de programa da sua exposição de 1968 no Moderna Museet em Estocolmo, Suécia. No outono de 1967, Pontus Hultén (diretor do Moderna Museet  pediu a Olle Granath que ajudasse na produção da exposição, que deveria ser inaugurada em fevereiro de 1968. Granath foi encarregado de escrever um programa para a exposição, com traduções para o sueco. Ele recebeu uma caixa com escritos relacionados a Warhol para usar no programa. Granath afirma que, ao enviar seu manuscrito, Hultén pediu-lhe que inserisse a citação: “No futuro, todos serão mundialmente famosos por 15 minutos”. Granath respondeu que a citação não constava do material que lhe foi fornecido. Hultén respondeu: "se ele não disse, poderia muito bem ter dito. Vamos colocar isso."
O fotógrafo Nat Finkelstein reivindicou o crédito pela expressão, afirmando que estava fotografando Warhol, em 1966, para um projeto de livro. Segundo esse relato, uma multidão tentou aparecer nas fotografias e Warhol supostamente comentou que todo mundo quer ser famoso, ao que Finkelstein respondeu: "Sim, por cerca de quinze minutos, Andy."

## Interpretação
O historiador de arte alemão Benjamin Buchloh sugere que o princípio central da estética de Warhol corresponde diretamente à crença de que a "hierarquia de assuntos dignos de serem representados algum dia será abolido;" portanto, qualquer um, e portanto “todo mundo”, pode ser famoso uma vez que essa hierarquia se dissipe, “no futuro”, e por extensão lógica disso, “no futuro, todos serão famosos”, e não apenas aqueles indivíduos dignos de fama.
Por outro lado, a ampla proliferação da expressão derivada "meus quinze minutos" e seu uso na linguagem comum levaram a uma aplicação ligeiramente diferente, relacionada tanto com a efemeridade da fama na era da informação e, mais recentemente, com a democratização dos meios de comunicação provocada pelo advento da internet.
John Langer sugere que 15 minutos de fama é um conceito duradouro, porque permite que as atividades cotidianas tenham “grandes efeitos”. O jornalismo tabloide e os paparazzi aceleraram esta tendência, transformando o que antes poderia ter sido uma cobertura isolada numa cobertura contínua dos meios de comunicação, mesmo depois de a razão inicial para o interesse dos meios de comunicação ter cessado.

## Frases relacionadas
Na música "I Can't Read", lançada por Tin Machine, banda de David Bowie, em seu álbum de estreia, a frase é usada em referência direta a Andy Warhol: "Andy, onde estão meus 15 minutos?". O artista britânico Banksy fez uma escultura de uma TV com a frase: "No futuro, todos serão anônimos por 15 minutos".
Uma adaptação mais recente desse gracejo, possivelmente motivada pela ascensão das redes sociais online, dos blogs e das celebridades da Internet, é a afirmação de que "No futuro, todos serão famosos para quinze pessoas" ou, em algumas versões, "No futuro, todos serão famosos por quinze pessoas" ou, em algumas versões, "Na web, todos serão famosos para quinze pessoas".
Andy Warhol afirmou:"Pelé é um dos poucos que contradizem minha teoria: em vez de quinze minutos de fama, ele terá quinze séculos".